# Марія Долорес Кампана
Марія Долорес Кампана (ісп. María Dolores Campana; нар. 5 квітня 1975) — колишня еквадорська тенісистка.
Найвищу одиночну позицію світового рейтингу — 287 місце досягла 27 лютого 1995, парну — 220 місце — 6 березня 1995 року.
Здобула 4 одиночні та 8 парних титулів.

## Фінали ITF

### Одиночний розряд: 8 (4–4)
| Результат | Ранг | Дата              | Турнір                                  | Покриття | Суперниця        | Рахунок       |
| --------- | ---- | ----------------- | --------------------------------------- | -------- | ---------------- | ------------- |
| Поразка   | 1.   | 27 вересня 1993   | Санто-Домінго, Домініканська Республіка | Ґрунт    | Віраг Чурго      | 3–6, 6–7(3)   |
| Перемога  | 1.   | 4 жовтня 1993     | Ла-Пас, Болівія                         | Ґрунт    | Сесілія Ампуеро  | 3–6, 6–4, 7–5 |
| Перемога  | 2.   | 15 листопада 1993 | Сан-Сальвадор, Сальвадор                | Тверде   | Карміна Хіральдо | 6–1, 4–6, 6–3 |
| Перемога  | 3.   | 29 серпня 1994    | Сан-Сальвадор, Сальвадор                | Ґрунт    | Julie Huang      | 7–6(5), 6–3   |
| Поразка   | 2.   | 26 вересня 1994   | Гвадалахара (Мексика), Мексика          | Ґрунт    | Лусіла Бесерра   | 6–7(3), 1–6   |
| Поразка   | 3.   | 3 жовтня 1994     | Сакатекас (Сакатекас), Мексика          | Тверде   | Лусіла Бесерра   | 4–6, 2–6      |
| Перемога  | 4.   | 21 жовтня 1996    | Пуебла (місто), Мексика                 | Тверде   | Рената Колбовіч  | 2–6, 6–2, 6–2 |
| Поразка   | 4.   | 11 листопада 1996 | Сан-Сальвадор, Сальвадор                | Ґрунт    | Ліза Андріяні    | 3–6, 4–6      |

### Парний розряд: 18 (8–10)
| Результат | Ранг | Дата              | Турнір                                  | Покриття | Партнерка               | Суперниці                            | Рахунок          |
| --------- | ---- | ----------------- | --------------------------------------- | -------- | ----------------------- | ------------------------------------ | ---------------- |
| Поразка   | 1.   | 9 вересня 1991    | Гуаякіль, Еквадор                       | Ґрунт    | Макарена Міранда        | Паула Кабесас Нурія Ньємес           | 1–6, 5–7         |
| Поразка   | 2.   | 23 вересня 1991   | Ліма, Перу                              | Ґрунт    | Жанайна Меркаданте      | Ларісса Шерер Россана де лос Ріос    | 2–6, 3–6         |
| Перемога  | 1.   | 28 вересня 1992   | Ліма, Перу                              | Ґрунт    | Елеонора Вельянте       | Анна Молл Катажина Малець            | 5–7, 7–5, 6–2    |
| Поразка   | 3.   | 6 вересня 1993    | Каракас, Венесуела                      | Ґрунт    | Елеонора Вельянте       | Белькіс Родрігес Йоанніс Монтесіно   | 0–6, 1–6         |
| Перемога  | 2.   | 13 вересня 1993   | Богота, Колумбія                        | Ґрунт    | Хрістіна Захаріду       | Магалі Бенітес Барбара Кастро        | 6–3, 6–2         |
| Поразка   | 4.   | 27 вересня 1993   | Санто-Домінго, Домініканська Республіка | Ґрунт    | Нурія Ньємес            | Хімена Родрігес Віраг Чурго          | 4–6, 1–6         |
| Поразка   | 5.   | 11 жовтня 1993    | Сантьяго, Чилі                          | Ґрунт    | Барбара Кастро          | Паола Суарес Памела Сінгман          | 1–6, 6–3, 0–6    |
| Поразка   | 6.   | 1 листопада 1993  | Фріпорт, Багамські Острови              | Тверде   | Ядзава Кійоко           | Джоанн Мур Крістіна Розвадовскі      | w/o              |
| Перемога  | 3.   | 15 листопада 1993 | Сан-Сальвадор, Сальвадор                | Тверде   | Джоанн Мур              | Карміна Хіральдо Хімена Родрігес     | 6–3, 6–4         |
| Перемога  | 4.   | 7 лютого 1994     | Богота, Колумбія                        | Ґрунт    | Марія Вірхінія Франсеса | Х'яна Гутьєррес Сесілія Інкапіе      | 4–6, 7–6(6), 6–4 |
| Перемога  | 5.   | 21 березня 1994   | Пуерто-Вальярта, Мексика                | Ґрунт    | Паула Кабесас           | Токіва Сідзука Ядзава Кійоко         | 6–1, 6–2         |
| Перемога  | 6.   | 22 травня 1994    | Ратцебург, Німеччина                    | Ґрунт    | Магалі Бенітес          | Комлева Світлана Баркан Неллі        | 3–6, 7–5, 7–6(6) |
| Поразка   | 7.   | 29 серпня 1994    | Сан-Сальвадор, Сальвадор                | Тверде   | Хімена Родрігес         | Kellie Dorman-Tyrone Philippa Palmer | 2–6, 4–6         |
| Поразка   | 8.   | 12 вересня 1994   | Манісалес, Колумбія                     | Ґрунт    | Марія Фернанда Ланда    | Гвадалупе Бугальйо Ванесса Менга     | 6–2, 4–6, 5–7    |
| Поразка   | 9.   | 3 жовтня 1994     | Сакатекас (Сакатекас), Мексика          | Ґрунт    | Клаудія Мусіньйо        | Шочітль Ескобедо Лусіла Бесерра      | 4–6, 4–6         |
| Перемога  | 7.   | 28 серпня 1995    | Сан-Сальвадор, Сальвадор                | Ґрунт    | María Cristina Campana  | Cristina Cortes Дебора Гавірія       | 4–6, 6–4, 6–3    |
| Поразка   | 10.  | 20 жовтня 1996    | Коацакоалькос, Мексика                  | Тверде   | Клаудія Мусіньйо        | Трейсі Гаєте Рената Колбовіч         | 3–6, 3–6         |
| Перемога  | 8.   | 27 жовтня 1996    | Пуебла (місто), Мексика                 | Тверде   | Клаудія Мусіньйо        | Аурора Джима Ana Paola González      | 6–1, 6–3         |